# Chiloschista fasciata
Chiloschista fasciata là một loài thực vật có hoa trong họ Lan. Loài này được (F.Muell.) Seidenf. & Ormerod mô tả khoa học đầu tiên năm 1995.